# South Western Highway
De South Western Highway is een weg in West-Australië. De weg verbindt de hoofdstad Perth, via Bunbury, met het toeristische Walpole. Vanaf Bunbury maakt de South Western Highway deel uit van Highway 1, de ringweg rond Australië.

## Geschiedenis
In 1836 verkende luitenant Bunbury het gebied ten zuiden van Perth en stichtte het plaatsje Bunbury nabij een natuurlijke haven. De route die hij nam vanuit Perth liep over Pinjarra en kruiste vier rivieren waaronder de Harvey, de Preston en de Collie. Nadat de Western Australian Land Company nabij Bunbury Australind stichtte werd een degelijke weg nodig. In de winter van 1842 bleek de bestaande route over Pinjarra daarenboven onbegaanbaar. Er werd beslist een nieuwe weg langs de kust aan te leggen.
In de jaren 1850 bleek dat zich maar weinig kolonisten vestigden langs deze kustweg. Er vestigden zich meer kolonisten in de heuvels aan de voet van de Darling Scarp. Op 1 juli 1853 stelde koloniaal secretaris Frederick Barlee voor een nieuwe weg aan te leggen, terug langs Pinjarra. Tussen 1864 en 1876 werd de weg aangelegd door twee ploegen gevangenen.
In 1864 was er reeds een weg vanuit Bunbury verder door naar Boyanup. In 1891 werd vanuit Boyanup langs Balingup en Greenbushes een tweewekelijkse postdienst ingelegd naar het verderop gelegen Bridgetown. In 1909 verkende Brockman de route tussen Manjimup en Albany. Na de Eerste Wereldoorlog werden terugkerende soldaten in de streek gevestigd onder de Soldier Settlement Schemes. De weg tussen Manjimup en Walpole werd daarom vanaf 1919 verbeterd. Ook het gedeelte tussen Manjimup en Bunbury werd in de jaren 1920 opgewaardeerd. Vanaf 1941 werd de weg tussen Armadale en Pemberton officieel de South Western Highway genoemd.

## Routebeschrijving
De South Western Highway splitst af van de Albany Highway op een knooppunt in Armadale, 26 kilometer ten zuiden van Perth. De weg, ook gekend als State Road 20, loopt in zuidelijke richting, op twintig kilometer afstand van, en parallel aan, de kust. De weg doet een aantal plaatsen aan die zijn ontstaan toen in de jaren 1890 een spoorweg werd aangelegd om land- en bosbouwbedrijven toe te laten hun productie af te voeren waaronder Pinjarra, Waroona, Yarloop en Harvey. Ten zuiden van Brunswick Junction buigt de weg af naar het zuidwesten, naar Bunbury.
De weg gaat niet door maar langs Bunbury en voorbij de luchthaven van Bunbury draait hij naar het zuidoosten, richting Boyanup. Hij loopt vervolgens door West-Australiës appelteeltcentrum, door Boyanup en door Donnybrook. Verderop loopt de South Western Highway door jarrah-, marri- en karribossen, afgewisseld met landbouwgebieden en kleine dorpjes als Bridgetown en Manjimup en bereikt uiteindelijk Walpole.
Vanaf Walpole gaat de South Western Highway over in de South Coast Highway richting Albany.

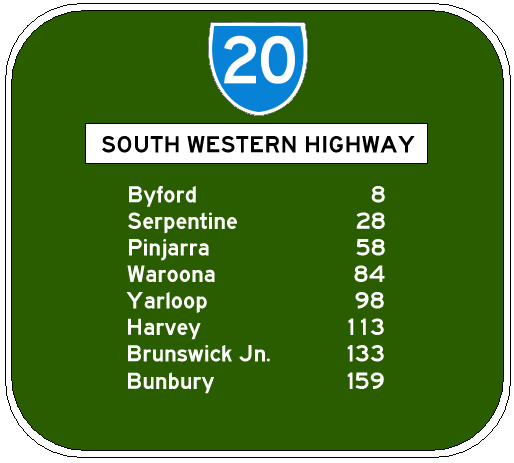

De volgende plaatsen liggen langs de South Western Highway tussen Perth (Armadale) en Bunbury:

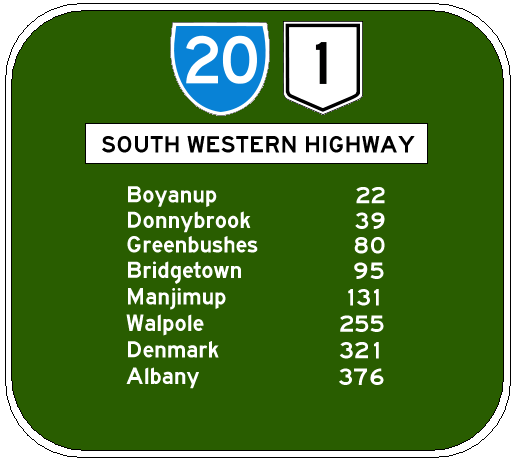

- Armadale
- Byford
- Serpentine
- North Dandalup
- Pinjarra
- Waroona
- Yarloop
- Harvey
- Brunswick Junction
- Waterloo
- Bunbury

De volgende plaatsen liggen langs de South Western Highway tussen Bunbury en Walpole:
- Bunbury
- Boyanup
- Donnybrook
- Kirup
- Balingup
- Greenbushes
- Bridgetown
- Yornup
- Manjimup
- Walpole